# Zuzana Roithová
Zuzana Roithová (ur. 30 stycznia 1953 w Pradze) – czeska polityk, lekarka, była minister i senator, posłanka do Parlamentu Europejskiego.

## Życiorys
W 1978 została absolwentką Wydziału Medycyny Ogólnej Uniwersytetu Karola w Pradze. W latach 1994–1997 studiowała na Sheffield Hallam University, uzyskując tytuł Master of Business Administration.
W latach 1979–1992 pracowała w zawodzie lekarza, m.in. w Motole (Fakultní nemocnice v Motole). Od 1990 do 1998 zajmowała stanowisko dyrektora praskiego Szpitala Uniwersyteckiego Královské Vinohrady. W 1998 sprawowała urząd ministra zdrowia. W okresie 1998–2004 zasiadała w czeskim Senacie.
Wstąpiła do Unii Chrześcijańskiej i Demokratycznej – Czechosłowackiej Partii Ludowej. W latach 2001–2003 pełniła funkcję wiceprzewodniczącej tej partii. Od 2000 do 2002 była przewodniczącą Międzynarodowego Ruchu Europejskiego w Czechach. W 2004 z listy KDU-ČSL uzyskała mandat deputowanej do Parlamentu Europejskiego. W VI kadencji PE przystąpiła do grupy EPP-ED, została też wiceprzewodniczącą Komisji Rynku Wewnętrznego i Ochrony Konsumentów. W wyborach europejskich w 2009 skutecznie ubiegała się o reelekcję.
W 2013 kandydowała w wyborach prezydenckich. W pierwszej turze uzyskała blisko 5% głosów, zajmując 6. miejsce wśród 9 kandydatów.
W 2014 nie kandydowała w kolejnych eurowyborach. W 2016 została wybrana na radną kraju południowoczeskiego.